# Sceloporus omiltemanus
Espèce
Synonymes
- Sceloporus mucronatus omiltemanus Günther, 1890

Sceloporus omiltemanus est une espèce de sauriens de la famille des Phrynosomatidae.

## Répartition
Cette espèce est endémique du Mexique. Elle se rencontre dans les États du Guerrero et d'Oaxaca.

## Étymologie
Son nom d'espèce lui a été en référence au lieu de sa découverte, Omilteme dans le Guerrero.

## Publication originale
- Günther, 1890 : Reptilia and Batrachia, Biologia Centrali-Américana, Taylor, & Francis, London, p. 1-326 (texte intégral).